# Bóna Miklós
Bóna Miklós (Székesfehérvár, 1967. október 6. –) az Egyesült Államokban élő magyar matematikus.
A József Attila Gimnáziumba járt. A Nemzetközi Matematikai Diákolimpián 1985-ben és 1986-ban a magyar csapat tagjaként III. díjat szerzett. Az ELTE matematikus szakát végezte el (1987–1992). Az MIT-n Richard Stanley témavezetésével szerzett PhD-t (1993–1997). Egy évet töltött Princetonban az Institute for Advanced Study tagjaként. 1999 óta Gainesville-ben, a University of Florida oktatója, 2009 óta egyetemi tanárként.
Kombinatorikával (különösen leszámláló kombinatorikával és a permutációk elméletével), számelmélettel, kommutatív algebrával foglalkozik. 2010 óta az Electronic Journal of Combinatorics egyik főszerkesztője.

## Könyvei
- A Walk through Combinatorics, An Introduction to Enumeration and Graph Theory, első kiadás: World Scentific, pp 424, 2002, második kiadás: World Scientific, pp 480, 2006, harmadik kiadás: World Scientific, pp 568, 2011. ISBN 9814335231.
- Combinatorics of Permutations, CRC Press, Chapman Hall, 2004, második kiadás: 2012.
- Introduction to Enumerative Combinatorics, MacGraw-Hill, 2005,  második kiadás: CRC Press, Chapman Hall,  2015.
- Concepts of Calculus, University Press of Florida, 2010. (Szergej Sabanovval közösen)
- Handbook of Enumerative Combinatorics. CRC Press & Chapman Hall (2015)  szerkesztőként.